# تمپل تراس (فلوریدا)
تمپل تراس (به انگلیسی: Temple Terrace) شهری در شهرستان هیلزبورو ایالت فلوریدا است که در سال ۱۹۲۵ بنیان‌گذاری شده‌است. این شهر طبق سرشماری سال ۲۰۱۰ میلادی، ۲۴٬۵۴۱ نفر جمعیت داشته و مساحت آن نیز ۱۸.ه کیلومتر مربع است.